# Eduard Fischer
Ludwig Eduard Fischer (Berna, 16 de junio de 1861-18 de noviembre de 1939) fue un botánico y micólogo suizo.
Era hijo del botánico Ludwig Fischer (1828-1907) y de Mathilde Berri. Estudia en Berna y en Estrasburgo y obtiene su doctorado en 1883. Sigue los cursos de Heinrich A. de Bary (1831-1888) quien lo dirigió al estudio de las setas. Estudia con Simon Schwendener (1829-1919), August Wilhelm Eichler (1839-1887) y con Paul Friedrich August Ascherson (1834-1913) en Berlín entre 1884 a 1885.
Trabaja en el Instituto de Botánica de la Universidad de Berlín a partir de 1885, siendo profesor asistente de 1893 a 1897 y luego profesor a partir de 1897. Para esa fecha, sucede a su padre en la dirección del jardín botánico de Berna.
Fischer fue autor de Die Uredineen der Schweiz (Las Uredineen de Suiza), que fue una parte de Beiträge zur Kryptogamenflora Scheiz (Contribuciones a la Flora de criptógamas de Scheiz) (1904), con Ernest Albert Gäumann (1893-1963) Biologie der pflanzenbewohnenden parasitischen Pilze (Biología de los hongos parásitos Pilze) (1929).
- La abreviatura «E.Fisch.» se emplea para indicar a Eduard Fischer como autoridad en la descripción y clasificación científica de los vegetales.[1]

## Literatura
- Mitteilungen der Naturforschenden Gesellschaft in Bern. 1931, pp. 1-27, 92-95; 1939, pp. 90-101.

- Verhandlungen der Schweizerischen Naturforschenden Gesellschaft. 1939, pp. 250-277.

- Bericht der Deutschen Botanischen Gesellschaft. 58 (1940) pp. 27-54.

- Bulletin de la Murithienne. 109 (1991) pp. 142 f.